# Episodi di Dion (prima stagione)
La prima stagione della serie televisiva Dion (Raising Dion) è stata interamente pubblicata sulla piattaforma on demand Netflix il 4 ottobre 2019.
| nº | Titolo originale                                              | Titolo italiano                                                                  | Pubblicazione  |
| -- | ------------------------------------------------------------- | -------------------------------------------------------------------------------- | -------------- |
| 1  | ISSUE #101: How Do You Raise a Superhero?                     | Numero 101: Come si alleva un supereroe?                                         | 4 ottobre 2019 |
| 2  | ISSUE #102: Fortress of Solitude                              | Numero 102: La fortezza della solitudine                                         | 4 ottobre 2019 |
| 3  | ISSUE #103: Watch Man                                         | Numero 103: Watch Man                                                            | 4 ottobre 2019 |
| 4  | ISSUE #104: Welcome to BIONA. Hope You Survive the Experience | Numero 104: Benvenuti a BIONA. Speriamo che possiate sopravvivere all'esperienza | 4 ottobre 2019 |
| 5  | ISSUE #105: Days of Mark's Future Past                        | Numero 105: Giorni del futuro passato di Mark                                    | 4 ottobre 2019 |
| 6  | ISSUE #106: Super Friends                                     | Numero106: Superamici                                                            | 4 ottobre 2019 |
| 7  | ISSUE #107: Why So Vomity?                                    | Numero 107: Perché sei così vomitoso?                                            | 4 ottobre 2019 |
| 8  | ISSUE #108: You Won't Like Him When He's Angry                | Numero 108: Non ti piacerà vederlo arrabbiato                                    | 4 ottobre 2019 |
| 9  | ISSUE #109: Storm Killer                                      | Numero 109: L'ammazzatempesta                                                    | 4 ottobre 2019 |

## Numero 101: Come si alleva un supereroe?
- Titolo originale: ISSUE #101: How Do You Raise a Superhero?
- Diretto da: Seith Mann
- Scritto da: Soggetto di Carol Barbee

## Numero 102: La fortezza della solitudine
- Titolo originale: ISSUE #102: Fortress of Solitude
- Diretto da: Seith Mann
- Scritto da: Soggetto di Joshua Sternin e Jennifer Ventimilia

## Numero 103: Watch Man
- Titolo originale: ISSUE #103: Watch Man
- Diretto da: Rachel Goldberg
- Scritto da: Soggetto di Leigh Dana Jackson

## Numero 104: Benvenuti a BIONA. Speriamo che possiate sopravvivere all'esperienza
- Titolo originale: ISSUE #104: Welcome to BIONA. Hope You Survive the Experience
- Diretto da: Rachel Goldberg
- Scritto da: Soggetto di Edward Ricourt

## Numero 105: Giorni del futuro passato di Mark
- Titolo originale: ISSUE #105: Days of Mark's Future Past
- Diretto da: Seith Mann
- Scritto da: Soggetto di Carol Barbee

## Numero 106: Superamici
- Titolo originale: ISSUE #106: Super Friends
- Diretto da: Dennis Liu
- Scritto da: Soggetto di Michael Poisson

## Numero 107: Perché sei così vomitoso?
- Titolo originale: ISSUE #107: Why So Vomity?
- Diretto da: Neema Barnette
- Scritto da: Soggetto di Joshua Sternin, Jennifer Ventimilia e Edward Ricourt

## Numero 108: Non ti piacerà vederlo arrabbiato
- Titolo originale: ISSUE #108: You Won't Like Him When He's Angry
- Diretto da: Neema Barnette
- Scritto da: Soggetto di Carol Barbee

## Numero 109: L'ammazzatempesta
- Titolo originale: ISSUE #108: You Won't Like Him When He's Angry
- Diretto da: Seith Mann
- Scritto da: Soggetto di Leigh Dana Jackson e Carol Barbee